# Asia Rugby Women's Championship 2023
L’Asia Rugby Women’s Championship 2023 fu il 12º campionato asiatico di rugby a 15 femminile.
Si tenne tra il 23 e il 28 maggio 2023 ad Alma-Ata, in Kazakistan, fra tre selezioni nazionali: quella del Paese ospite, quella di Hong Kong campione uscente e quella del Giappone, tornata a disputare il torneo per la prima volta dal 2017.
Oltre a mettere in palio il titolo di campione d'Asia, il torneo serviva anche per designare le squadre nazionali da assegnare alla seconda e terza divisione del WXV 2023, la prima edizione della nuova competizione istituita da World Rugby per garantire a tutte le squadre un determinato numero di incontri minimi all'anno; la vincitrice del campionato asiatico si qualificò per la divisione 2 del WXV, mentre invece la seconda classificata fu assegnata alla divisione 3.
Il torneo prevedeva una semifinale in gara secca tra Hong Kong e Kazakistan, la cui vincitrice avrebbe affrontato il Giappone in finale.
Battendo Hong Kong in semifinale per 27-23, la nazionale ex-sovietica si assicurò la qualificazione in WXV oltre alla possibilità di divenire campione continentale.
Nella successiva finale le giapponesi si imposero nettamente con il punteggio di 72-0 vincendo il proprio quarto titolo continentale e assicurandosi il posto in seconda divisione del WXV 2023, mentre il Kazakistan fu ammesso alla terza divisione del torneo.
Il valore delle marcature, come stabilito da World Rugby nel 2017, è: 5 punti per ciascuna meta (7 se trasformata), 7 punti per la meta tecnica, 3 punti per la realizzazione di ciascun calcio piazzato, idem per il drop.

## Squadre partecipanti
- Giappone
- Hong Kong
- Kazakistan

## Risultati
|  | Semifinale | Semifinale | Semifinale |            |          | Finale   | Finale | Finale |  |
|  |            |            |            |            |          |          |        |        |  |
|  | Kazakistan | Kazakistan | 27         |            |          |          |        |        |  |
|  | Kazakistan | Kazakistan | 27         |            |          |          |        |        |  |
|  | Hong Kong  | Hong Kong  | 13         |            |          |          |        |        |  |
|  | Hong Kong  | Hong Kong  | 13         |            | Giappone | Giappone | 72     |        |  |
|  |            |            |            |            | Giappone | Giappone | 72     |        |  |
|  |            |            | Kazakistan | Kazakistan | 0        |          |        |        |  |

### Semifinale
| Arbitro: | Eri Kamimura |

|                                                   |      |                                       |
| Tulegenova 7’, 33’ Jurova 37’, 55’ Stepanujga 49’ | mt   | 30’ Jiayu 41’ Ka-yan 60’ Olson-Thorne |
| Bachtytbek 37’                                    | tr   | 60’ Ryan                              |
|                                                   | c.p. | 17’, 36’ Ryan                         |

### Finale
| Arbitro: | Christabelle Lim |

| |      |  |
| Nagai 3’, 13’ Imakugi 20’ Yasuo 25’, 43’ Kitano 28’ Nishimura 35’ Paraki 40+1’ Yoshimura 54’ Kawamura 62’ Kokaji 72’ | mt   |  |
| Otsuka 3’, 13’, 28’, 40+1’, 43’, 54’, 72’                                                                            | tr   |  |
| Otsuka 9’ | c.p. |  |